# Lontras
Lontras is een gemeente in de Braziliaanse deelstaat Santa Catarina. De gemeente telt 9.660 inwoners (schatting 2009).
De plaats ligt aan de rivier de Itajaí-açu.

## Aangrenzende gemeenten
De gemeente grenst aan Apiúna, Aurora, Ibirama, Presidente Nereu en Rio do Sul.

## Verkeer en vervoer
De plaats ligt aan de wegen BR-470 en SC-110.